# Johannes Junge (Bildhauer)
Johannes Junge (nachweisbar von 1406 bis 1428 in Lübeck) war ein deutscher Bildhauer des frühen 15. Jahrhunderts.

## Leben und Werk
Johannes Junge, dessen genaue Lebensdaten nicht überliefert sind, ist in Lübeck durch seinen Grundbesitz des Hausgrundstücks Königstraße 19 für die Zeit von 1406 bis 1422 und durch Schuldanerkenntnisse von 1428 im Lübecker Niederstadtbuch verzeichnet. in den Urkunden wird er lateinisch als magister laspicidarum oder mittelniederdeutsch byldemaker bezeichnet.
Gustav Friedrich Hartlaub schrieb ihm ab 1912 zahlreiche Werke zu. Der Kunstgeschichte fiel insbesondere in der ersten Hälfte des 20. Jahrhunderts die Abgrenzung Junges vom Werk der namentlich unbekannten Meister der Lübecker Burgkirchen-Zyklen  und des Meisters der Darsow-Madonna schwer.
Als eins seiner Hauptwerke galt seit der Zuschreibung durch Walter Paatz die um 1420 datierte sogenannte Niendorfer Madonna im St.-Annen-Museum Lübeck, benannt nach dem Lübecker Stadtgut Niendorf, wo sie in den 1920ern am Giebel einer Scheune angebracht wieder aufgefunden wurde. Sie soll dort mit drei weiteren Skulpturen seit Anfang des 19. Jahrhunderts gestanden haben. Das Gut gehörte zu der Zeit dem Lübecker Maire Friedrich Adolph von Heintze. Es wird vermutet, dass sie ursprünglich zur Ausstattung einer der Anfang des 19. Jahrhunderts abgebrochenen Lübecker Kirchen oder Kapellen gehört haben könnten.
Das bekannteste Werk, das Paatz Junge zuschrieb, ist der 1423 vollendete Sarkophag für Königin Margarethe I. von Dänemark im Dom zu Roskilde. Paatz identifizierte einen Kopf, der sich im Lübecker St.-Annen-Museum befindet, als verworfenes Arbeitsstück des Grabmals.

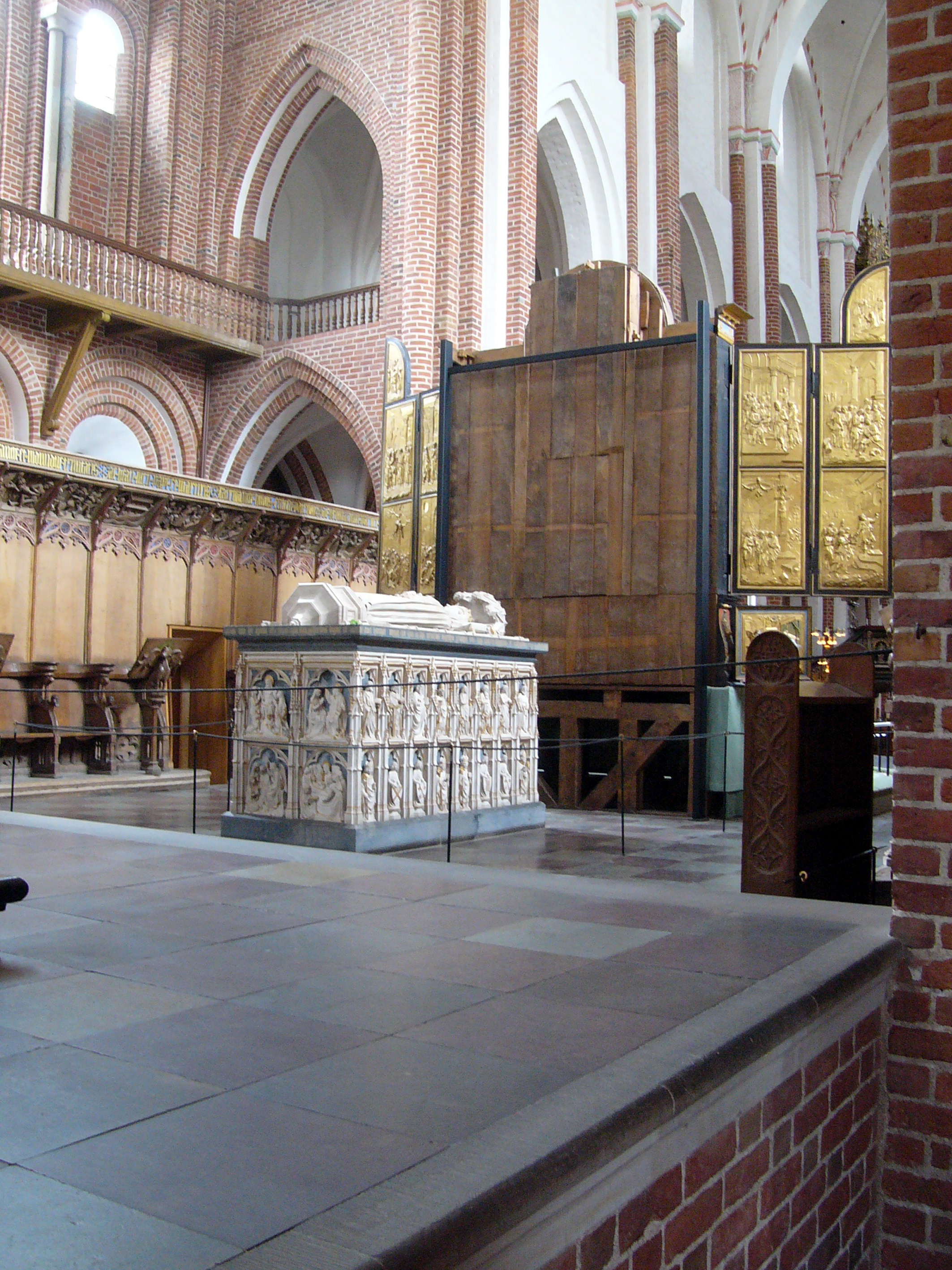
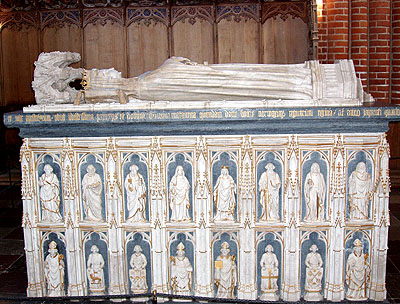
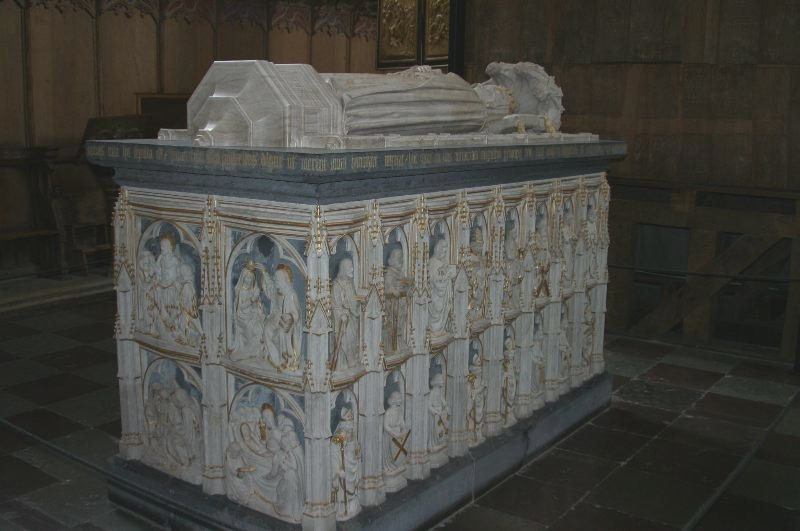
Sarkophag der Königin Margarethe in Roskilde
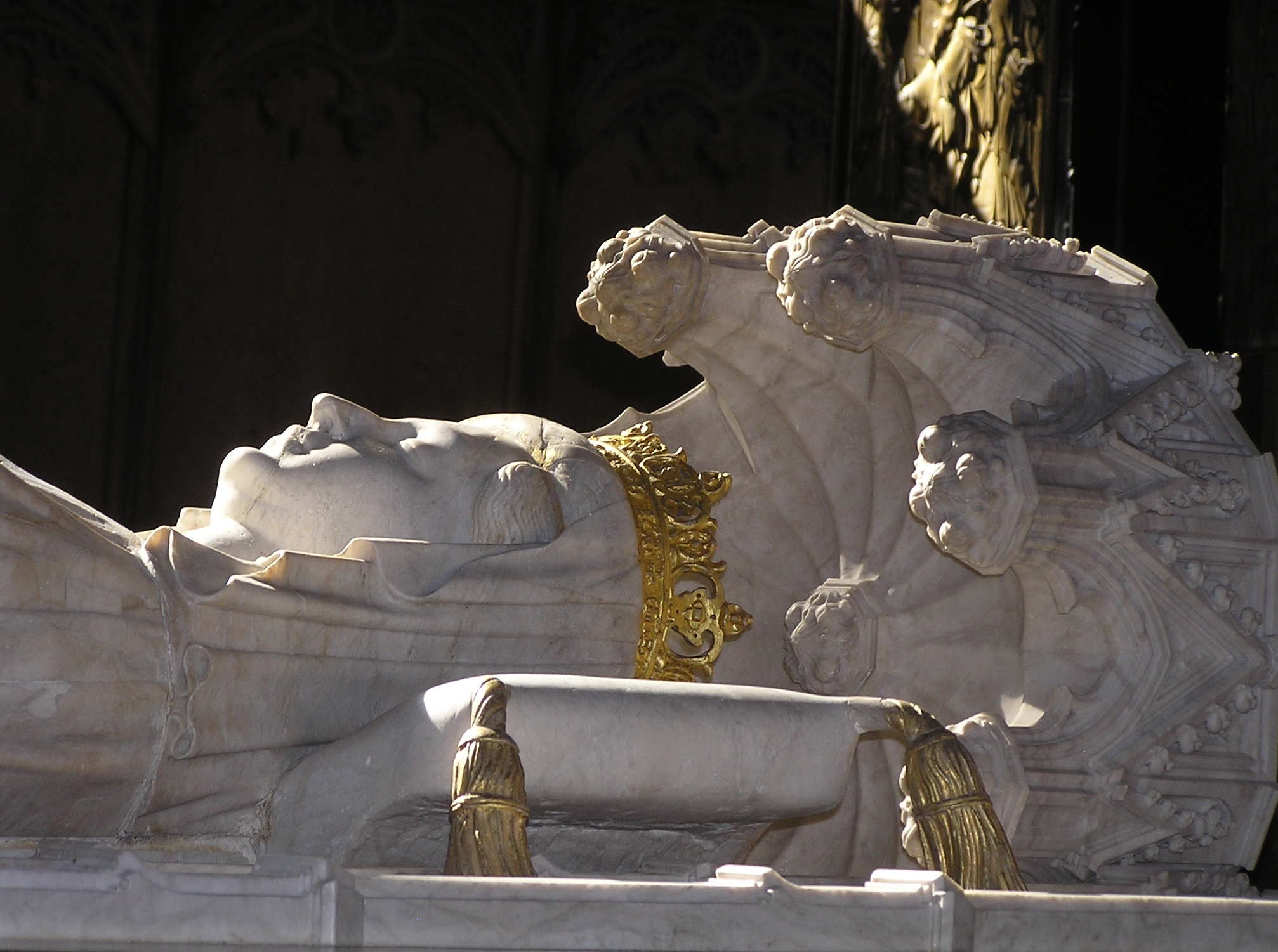
Margrethe: Kopf als Detail
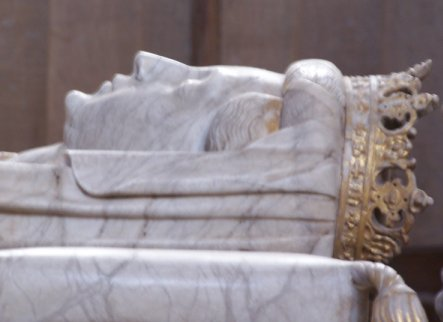
Margrethe: Kopf als Detail

Die neuere Forschung, insbesondere Anna Elisabeth Albrechts Untersuchung zur Steinskulptur in Lübeck um 1400 von 1997 musste jedoch feststellen, „daß kein einziges Werk als gesichert gelten kann“. Die künstlerische Herkunft der Niendorfer Madonna sei vielmehr dem „flämischen Kunstkreis“, insbesondere dem mit Lübeck durch die Hanse verbundenen Brügge zuzuordnen.